# Lac Résimond
Le lac Résimond est situé dans le territoire non organisé de Mont-Valin, dans la municipalité régionale de comté (MRC) du Saguenay–Lac-Saint-Jean, dans la province de Québec, au Canada. Ce plan d'eau est situé entre les villages de Sainte-Rose-du-Nord et Sacré-Cœur sur la rive nord de la rivière Saguenay.
Ce tributaire de la rivière Sainte-Marguerite est accessible par la route 172 qui longe sa rive nord. 
Depuis 2007, le lac a été inclus dans la réserve aquatique de la Vallée-de-la-Rivière-Sainte-Marguerite par le gouvernement du Québec, dans un objectif de protection et de maintien de la diversité biologique des milieux aquatiques et des territoires adjacents. 

## Toponymie
Le toponyme « lac Résimond » a été officialisé le 5 décembre 1968 par le Gouvernement du Québec.

## Géographie
Le lac Résimond a une superficie de 1,07 km2. Il est situé dans la réserve aquatique de la Vallée-de-la-Rivière-Sainte-Marguerite, dont il est le plus grand lac.
Les bassins versants voisins du lac Résimond sont :
- côté nord : rivière Sainte-Marguerite, bras des Murailles ;
- côté est : rivière Sainte-Marguerite, lac Warren, lac des Îles, ruisseau du Détour ;
- côté sud : rivière Saguenay ;
- côté ouest : rivière Sainte-Marguerite, rivière de la Descente des Femmes, lac Rouge, Grand lac Saint-Germains, Petit lac Saint-Germain.

Le lac Résimond est surtout alimenté par cinq décharges de lacs, dont la décharge du lac des Mats. Ce lac comporte une longueur de 2,3 km, une largeur de 0,69 km et une altitude de 226 m. Le sommet (élévation : 403 m) de la montagne du Chapeau est situé à 0,9 km à l'est de la rive nord-est du lac.
- 1,7 km à l'ouest de la confluence de la décharge du lac Résimond et de la rivière Sainte-Marguerite ;
- 7,1 km au nord de la décharge du "Le Grand Lac" et du lac Parapluie, dans la rivière Saguenay, soit dans le village de Saint-Basile-de-Tableau ;
- 41,9 km à l'ouest de la confluence de la rivière Sainte-Marguerite (baie Sainte-Marguerite) et de la rivière Saguenay ;
- 64,4 km à l'ouest de la confluence de la rivière Saguenay et de l'estuaire du Saint-Laurent[4].

À partir de l’embouchure du lac Résimond, le courant suit le cours de la décharge du lac sur 1,9 km vers l'est, le cours de la rivière Sainte-Marguerite sur 55,7 km vers l'est, le cours de la rivière Saguenay sur 27,3 km vers l'est jusqu'à la hauteur de Tadoussac où il conflue avec le fleuve Saint-Laurent.[Interprétation personnelle ?]
La surface du lac Résimond est habituellement gelée de la fin novembre au début avril, toutefois la circulation sécuritaire sur la glace se fait généralement de la mi-décembre à la fin mars.[réf. nécessaire]

## Histoire
Le lac Résimond a été inclus dans la réserve aquatique projetée de la vallée de la rivière Sainte-Marguerite en juillet 2005, lors de sa création. Lors des audiences publiques du Bureau d'audiences publiques sur l'environnement de 2012, la municipalité de Sainte-Rose-du-Nord a fait la proposition de retirer le lac de l'aire protégée, au contraire de l'Association des Amis du lac Résimond, qui regroupe des résidents du lacs. Le ministère de l'Environnement et de la Lutte contre les changements climatiques n'a pas donné suite à cette proposition du fait que le lac est le plus grand de l'aire protégée et de la proximité de celui-ci avec la rivière. La réserve aquatique de la Vallée-de-la-Rivière-Sainte-Marguerite a obtenu son statut permanent le 13 mai 2020.

## Économie
La foresterie constitue la principale activité économique du secteur ; les activités récrotouristiques, en second. Une vingtaine de chalets sont installés autour du lac surtout autour de la baie du sud du lac. Un belvédère a été aménagé sur la rive du lac Résimond, le long de la route 172.[réf. nécessaire]